# Letiště Innsbruck

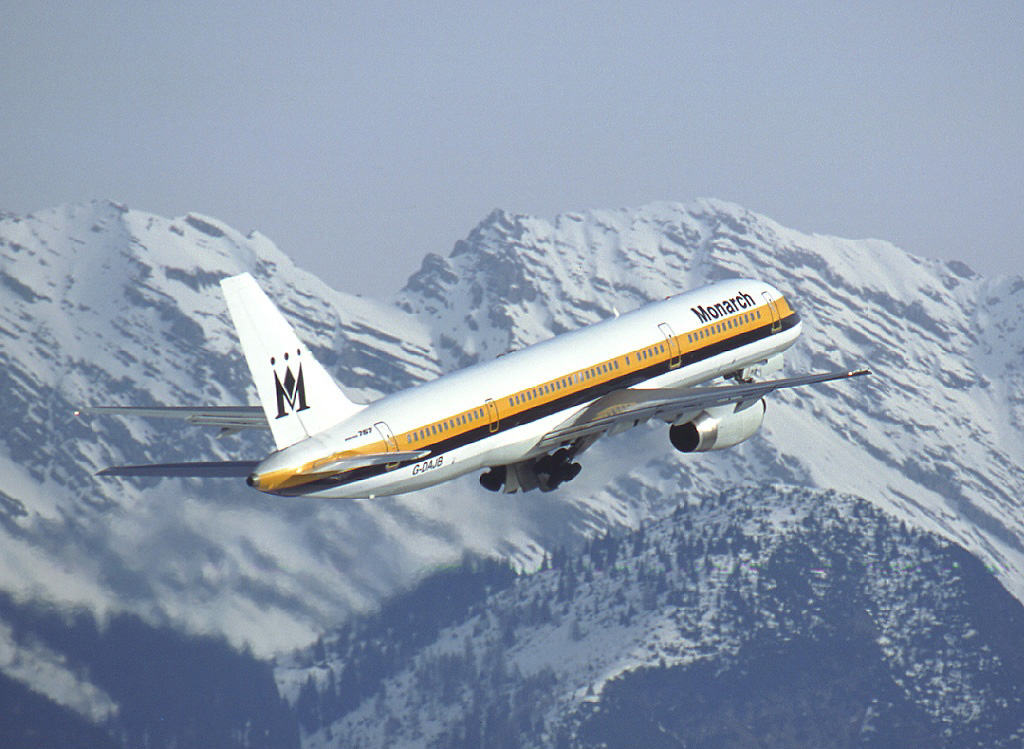
Boeing 757-200 společnosti Monarch Airlines vzlétající z letiště Innsbruck

Letiště Innsbruck (IATA: INN, ICAO: LOWI, německy: Flughafen Innsbruck) je největší mezinárodní letiště v Tyrolsku a západním Rakousku. Nachází se přibližně 2,5 kilometru od centra Innsbrucku. Bylo otevřeno v roce 1925, směřují sem regionální lety z okolí Alp i lety z celé Evropy. Provoz se díky lyžařské sezóně v zimě zvyšuje. Nachází se v nadmořské výšce 581 metrů a má jedinou asfaltovou ranvej s rozměry 2000×45 m. Může pojmout maximálně letoun velikosti Boeing 767. V roce 2015 letiště poprvé přepravilo milion cestujících, v roce 2016 to bylo 1 006 738 lidí.